# Anneau nu

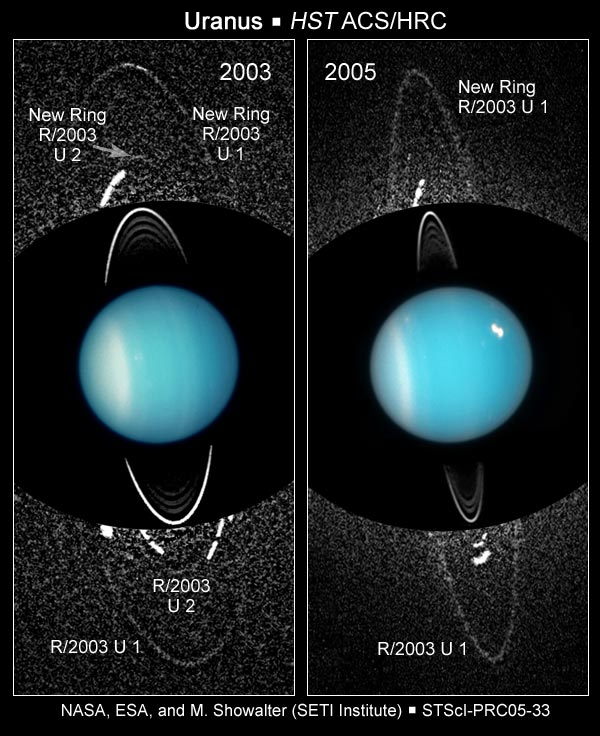
Photographies des anneaux R/2003 U 1 et R/2003 U 2 d'Uranus

L'anneau ν (nu) anciennement dénommé R/2003 U 2 est un anneau planétaire situé autour d'Uranus.

## Caractéristiques
L'anneau ν (nu) orbite à 67 300 km du centre d'Uranus (soit 2,6 fois le rayon de la planète et à 41 700 km de son atmosphère), pour une largeur d'environ 3 800 km. Il est encadré par les orbites des satellites Portia (66 097 km) et Rosalinde (69 927 km).
L'anneau ν (nu) a été découvert en 2003 à l'aide du télescope spatial Hubble, en même temps que l'anneau mu, encore plus externe. Ces deux anneaux sont nettement plus éloignés d'Uranus que ceux qui étaient précédemment connus. Cependant, les deux anneaux n'ont  vraisemblablement pas la même origine, l'anneau mu étant bleu tandis que l'anneau nu est de couleur rouge et, si L'anneau mu semble provenir de Mab, l'anneau nu ne semble pas posséder de satellite permettant de l'alimenter en poussière.